# Leon Smith
Leon Smith (Chicago, 2 novembre 1980) è un ex cestista statunitense. Ha militato in NBA, nella CBA, nella USBL e nella IBL, e fuori da confini statunitensi a Puerto Rico e in Argentina.

## Infanzia
In seguito ai problemi familiari dovuti alla negligenza dei suoi genitori, all'età di cinque anni fu affidato ad una casa adottiva, chiamata Lydia Children's Home. Abbandonato dal padre si trovò spesso con il fratello più piccolo a rovistare tra i rifiuti in cerca di cibo.

## Carriera
Dopo essersi messo in evidenza alla Martin Luther King High School di Chicago (dove ha segnato in media 25,5 punti e 14,5 rimbalzi per partita nel suo ultimo anno), Smith fu selezionato al Draft NBA del 1999 dai San Antonio Spurs con la 29ª chiamata assoluta, prima di essere immediatamente scambiato con i Dallas Mavericks in cambio dei futuri diritti di Gordan Giriček e di una scelta del secondo turno al Draft 2000.
Tuttavia, nei mesi successivi l'insorgere di numerose crisi psicologiche ne causarono l'internamento ospedaliero per qualche settimana, in particolar modo dopo un incidente che lo ha visto lanciare un sasso dal finestrino di una macchina e ingoiare circa 250 compresse di aspirina.
In evidente stato confusionale Smith e avrebbe risposto agli agenti di polizia affermando di essere "Un indiano che combatte contro Colombo". A causa di questi suoi problemi di salute venne rilasciato dai Mavericks nel febbraio 2000 senza aver mai avuto modo di scendere in campo con la franchigia texana.
Nel gennaio 2002 viene messo sotto contratto dagli Atlanta Hawks con i quali disputerà un totale di 14 partite. Nell'agosto del 2002 viene inserito, insieme a Toni Kukoč e una prima scelta del Draft 2003, in uno scambio con i Milwaukee Bucks che porterà Glenn Robinson in Georgia. Nell'ottobre seguente viene svincolato dai Bucks non entrando a far parte dell'organigramma della squadra.
All'inizio della stagione NBA 2003–04 fu messo sotto contratto dai Seattle SuperSonics scendendo però in campo in una sola occasione, prima di essere svincolato agli inizi di ottobre.

## Palmarès
- All-CBA Second Team (2002)
- CBA-All Defensive First Team (2004)
- Miglior rimbalzista CBA (2004)
- Miglior stoppatore CBA (2004)
- USA TODAY's All-USA Second Team (1999)
- Parade All-American Third Team (1999)